# Světová válka

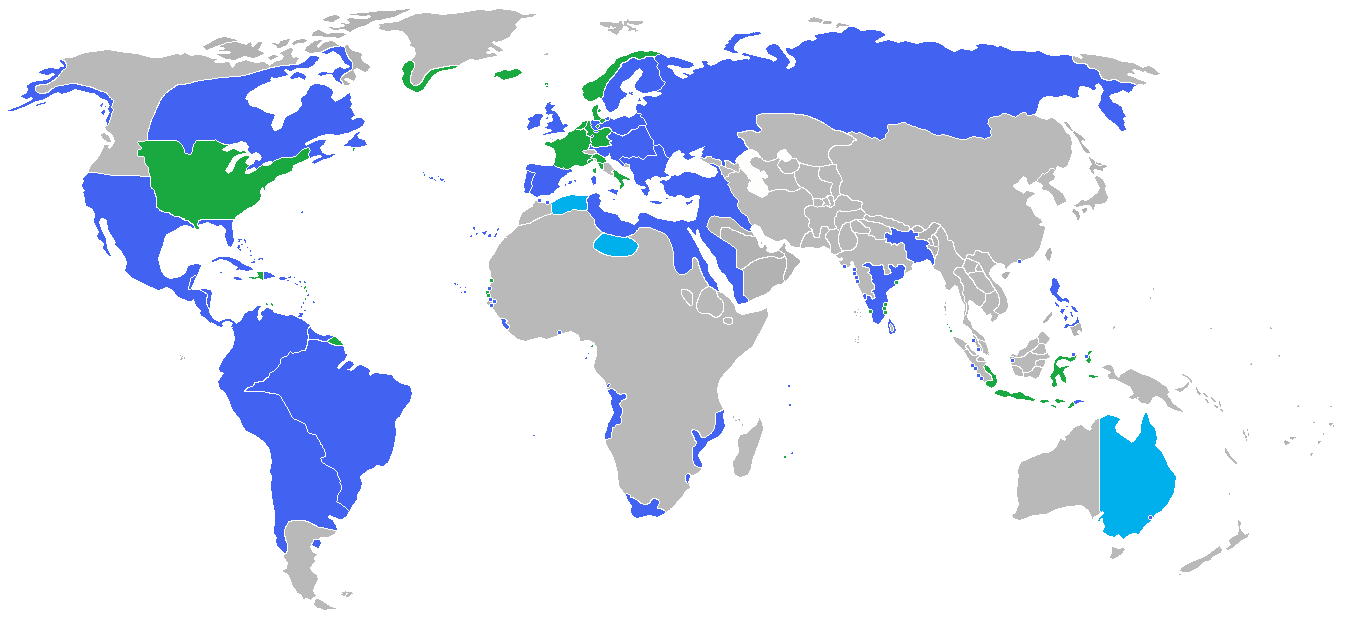
Rozsah napoleonských válek

Světová válka (také globální válka či globální konflikt, globální střet) je vojenský konflikt velkých rozměrů, který přímo nebo nepřímo ovlivňuje celý svět. Světová válka může zahrnovat více zemí nebo kontinentů, případně pouze dvě země, jejichž válka má globální dopady. Mnoho konfliktů bylo v historii subjektivně považováno za světové války, například studená válka nebo válka proti terorismu, avšak pojem světová válka je obecně běžně akceptován v případě retrospektivního pojmenování pouze dvou významných mezinárodních konfliktů 20. století: první (1914–1918) a druhé světové války (1939–1945).
Války ovlivňující více zemí probíhaly v celých dějinách lidstva, přičemž mnohé byly pojmenovávány, například třicetiletá válka (1618–1648), válka o španělské dědictví (1701–1714), sedmiletá válka (1756–1763) nebo napoleonské války (1803–1815). Teprve s příchodem globalizace vzniklo v 19. století toto označení pro konflikt globálních rozměrů. Poprvé byl termín užit skotskými novinami The People's Journal v roce 1848, v následujících letech byl termín užit v sérii článků The Class Struggles in France Karlem Marxem a Friedrichem Engelsem.
Druhá světová válka je posledním konfliktem takových rozměrů. Ve spojení s některými nedávnými konflikty se také hojně používá pojem třetí světová válka. Veškeré hrozící globální konflikty však byly dosud vždy odvráceny diplomacií.
Souvisejícím pojmem je i jaderná válka, která označuje válku se zapojením jaderných zbraní. Rakety nesoucí jaderné hlavice mohou udeřit kdekoliv na světě. Při hromadném použití takovýchto raket by se jednalo o světovou válku.